# Наталовка (Запорожская область)
Ната́ловка (укр. Наталівка) — село,
Наталовский сельский совет,
Запорожский район,
Запорожская область,
Украина.
Код КОАТУУ — 2322186801. Население по переписи 2001 года составляло 1041 человек.
Является административным центром Наталовского сельского совета, в который, кроме того, входят сёла
Череповское и посёлок
Ивано-Анновка.

## Происхождение названия
В 1826 году получило нынешнее название в честь тогдашней владелицы села, жены новороссийского генерал-губернатора Натальи Строгановой (именно в неё был по-юношески влюблен лицеист А.С.Пушкин).
Первое название Натальевки – деревня Никитина, а с 1807 года село Уманцево, а с 1826 года Наталовка. Основатель : с 1806 года уездный судья Александровского уезда поручик Илья Михайлович Уманец – Дмитриевский. Согласно ревизии 1795 года в деревне Никитиной было мужского пола 94, женского 78, земли удобной 2000 десятин неудобной 644\1740. он принимал активное участие в открытии в 1808 году Александровского уездного училища.

## Географическое положение
Село Наталовка находится на левом берегу реки Мокрая Московка,
выше по течению на расстоянии в 3 км расположено село Череповское,
ниже по течению на расстоянии в 5,5 км расположен посёлок Растущее,
на противоположном берегу — посёлок Ивано-Анновка.

## История
- Вблизи села расположены группа курганов-погребений эпохи бронзы (III—начало II тысячелетия до н. э.). Название группы курганов «Могила Наталівська».[3]
- 1807 год — дата основания как село Уманцево.
- В IXI веке. Образуется Наталовская волость, Александровского уезда, Екатеринославской губернии [4]
- В 1826 году (по другим данным в 1913 году) переименовано в село Наталовка.
- В 1816 году, была основана "Свято-Ильинская православная церковь". Которая состояла из красного кирпича. Возле неё в 1884 году на собраные с народа деньги, строят школу.[5][6]
- В середине XIX века, происходит объединение с селом Гранитное.
- В 80-е годы XIX века, был открыт гранитный карьер, под руководством итальянца Карло Павони.
- 1905-1907 годах были сельские беспорядки. В 1905 г. рабочие села участвовали в декабрьском вооруженном восстании александровского пролетариата.
- В ноябре 1917 г. был создан Наталовский территориальный отряд из 40 человек под руководством большевика П. А. Доненко по борьбе с контрреволюцией и бандитизмом. Советская власть во всех селах Наталовской волости установлена в декабре 1917 г.[7]
- Партийную власть создана в 1919 году.
- В 20-х годах XX века большевиками проводится ликвидация Свято-Ильинской церкви.
- На фронтах второй мировой войны учувствовали 184 жителя Наталовки, из них 73 погибли, 82 — награждены орденами и медалями Союза ССР.
- В 1943 году. Село было освобождено от Немецко-фашистских захватчиков. Позже по этой линии фронта, началась операция с целью освобождения Запорожья.
- Весной 1985 года на Мокрой Московке случился паводок. За одну ночь тонкая перемычка между южным от делением Мокрянского каменного карьера и руслом реки была прорвана и воды Московки устремились в карьер.
- В 2013 году, с началом Декоммунизаци, был демонтирован памятник Ленину и произошло переименование большинства улиц в селе.
- С началом АТО в 2014 г. более сорока патриотов – жителей Наталовского сельского совета пошли защищать Украину. Лично удостоены государственных наград Соколов Андрей Иванович и Лоцман Анатолий Иванович (посмертно).[8]
- 2017 году, произошёл захват власти в селе и фактически переворот. Организованный секретарём Наталовской сельской рады, Анжелой Рябоконь.[9]

## Археология
Вблизи села раскопаны два кургана с погребениями эпохи бронзы (III—І тысячелетие  до н. э.) На каменной стеле одного из курганов изображён воин с каменной булавой, топором-молотом и луком.   

## Экономика
- Натальевский гранитный карьер.[10]
- «Сатурн Д», ЗАО.[11]
- «Витязь», ООО.
- «Нива», агрофирма, ООО.

## Достопримечательности
- Два затопленных гранитных карьера.
- Несколько маленьких водопадов.
- Неподалёку от села, располагается самый большой в Украине настенный арт.[12]
- Братская могила советских воинов.[13][14]
- Обелиск в центре села. Посвященный погибшим во второй мировой, односельчанам.[15]

## Известные люди
- Герой социалистического труда М. А. Гривцова
- Герой Советского союза В. М. Авраменко
- Награждена орденом Ленина П. С. Андрюхова
- Награжден орденом Ленина С. И. Кучменко
- Награжден орденом Ленина А. А. Чухрий
- Кавалер ордена трудового красного знамени  И. Г.  Проценко

Национальный состав Наталовки
 Украинцы (90,97 %) Русские (8,36 %) Остальные (0,67 %)

## Объекты социальной сферы
- УВК.
- Детский сад.
- Амбулатория.
- Спортивная площадка.
- Детская площадка.[16]
- Стадион.
- Библиотека

## Местные легенды и поверья
- По легенде, село начало носить своё текущее название, из-за пана который назвал село в честь своей дочери, которой должны были перейти эти земли по наследству. Также, в этой легенде сказано, что поместье пана располагалось на территории сегодняшней школы.
- По другой легенде, достаточно большой род в селе, род Гуназ. Получил своё название от пана, за то что когда-то они ловили для него забежавшею свинью.
- Ещё одна легенда рассказывает о том, как несколько бандитов из села Ивано-Анновка, ворвались в Наталовскую церковь с целью ограбления и убили священника.
- Другая легенда рассказывает о том что именно из гранита добытого из Наталовского карьера, был построен мавзолей Ленина.